# Keeshond
El Keeshond (conocido como Wolfspitz hasta 1926 y popularmente como Kees) es una raza de perro de tipo spitz originaria de los Países Bajos. Es de talla mediana con un pelaje de dos capas de color de plata y con la piel de color negro; tiene la cola enroscada y un "collar". Muy a pesar de su origen neerlandés, sus parientes más cercanos son los otros spitz alemanes como el pomerania.

## Origen
El Keeshond tiene un origen ártico, de los Países Bajos. En el siglo XVIII el Keeshond era conocido como "el perro de la gente". Es un perro compacto que es pariente del samoyedo, el chow chow, el cazador de alces noruego y el pomerania. A principios de la Revolución francesa, se convirtió en el símbolo del partido político de la patria neerlandesa que fueron conducidos por el patriota Kees de Gyselaer. Gyselaer tuvo un perro llamado Kees, que dio el nombre a la raza.[cita requerida] Estaba a punto de desaparecer cuando el uso de las barcazas disminuyó a finales del siglo XIX. Fueron introducidos por primera vez en el Reino Unido por la Sra. Wingfield-Digby y no llegaron a volver a tener éxito hasta 1920, cuando llegaron a los Estados Unidos. El Keeshond fue reconocido por el American Kennel Club en 1930.[cita requerida] Aunque el perro tiene orígenes neerlandeses, la Federación Cinológica Internacional lo clasifica como parte de la familia del spitz alemán, originando en Alemania.[cita requerida]

## Características generales

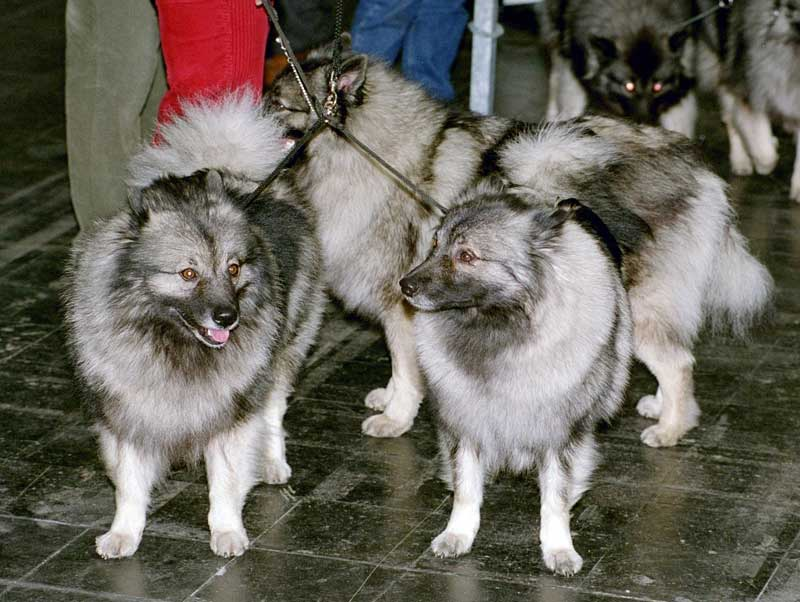
Keeshonds en una exposición canina.

Los Keeshond son perros de talla media, con una altura mínima entre los 44 y 50 cm, con un peso de 25 a 32 kg. Estas medidas pueden variar cuando es hembra.[cita requerida] Tiene los ojos oblicuos y con las orejas erectas, pequeñas y puntiagudas. Su cola tiene nacimiento alto y se enrosca sobre su grupa. Tiene un pelaje grueso, lustroso y de tonos grises con puntas negras y es reconocido por los “anteojos” que tienen alrededor de los ojos.[cita requerida]

## Carácter y comportamiento
Esta es una raza activa, inteligente, limpia y adiestrable. Tiene como instinto una gran devoción a su familia y por eso es un gran compañero para los niños.[cita requerida] Se adapta bien a otros animales y en general son sociales pero deben tener contacto con otros perros cuando son cachorros.[cita requerida]
Desconfían de extraños, les gusta ladrar y siempre están atentos: estas características los hacen buenos como perros de alarma (cuidado).[cita requerida] Al principio puede presentar hábitos destructivos pero esto es fácilmente corregido al adiestrarlo de cachorro y es bueno haciendo trucos.[cita requerida]
Gracias a la contextura espesa e impermeable de su pelo, el Keeshond es capaz de resistir países con climas fríos, lluviosos o con nieve y se acomoda más en estos.[cita requerida] Un país muy caluroso podría afectar su capa.
Aunque esta raza necesita de constantes paseos y ejercicio ya que gana peso rápidamente, se adapta fácilmente a un departamento en la ciudad al igual que una casa de campo pero siempre se recomienda tener al menos de un patio de tamaño mediano.[cita requerida]

## Cuidados diarios
Una cualidad muy bonita de esta raza es su pelaje, por eso se debe cepillar diariamente con un cepillo de cerdas suaves pero no es tanto trabajo como aparenta. En primer lugar,[cita requerida] se cepilla el pelaje en el sentido del crecimiento de este y después, con un peine ancho, en contra del crecimiento. Finalmente se vuelve el pelo a su lugar normal con la ayuda de los dedos. Muda de pelo dos veces al año, generalmente en primavera y otoño.[cita requerida]
Como se ha mencionado, es necesario que se ejercite pero no en exceso ya que podría llegar a sufrir de las rodillas. Es suficiente llevarlo a una pequeña caminata o que corra durante una hora en campo abierto. No se le debe presionar demasiado al ejercitarlo ya que puede sufrir dolor en las rodillas.[cita requerida]

### Alimentación
Se recomienda que este perro coma alrededor de 1000 a 1050 calorías al día.[cita requerida] Es posible incluir carne, arroz y verduras en la dieta de este perro pero se recomienda que aparte se le dé un complejo mineral-vitamínico para que su pelo crezca fuerte y con brillo.

## Salud

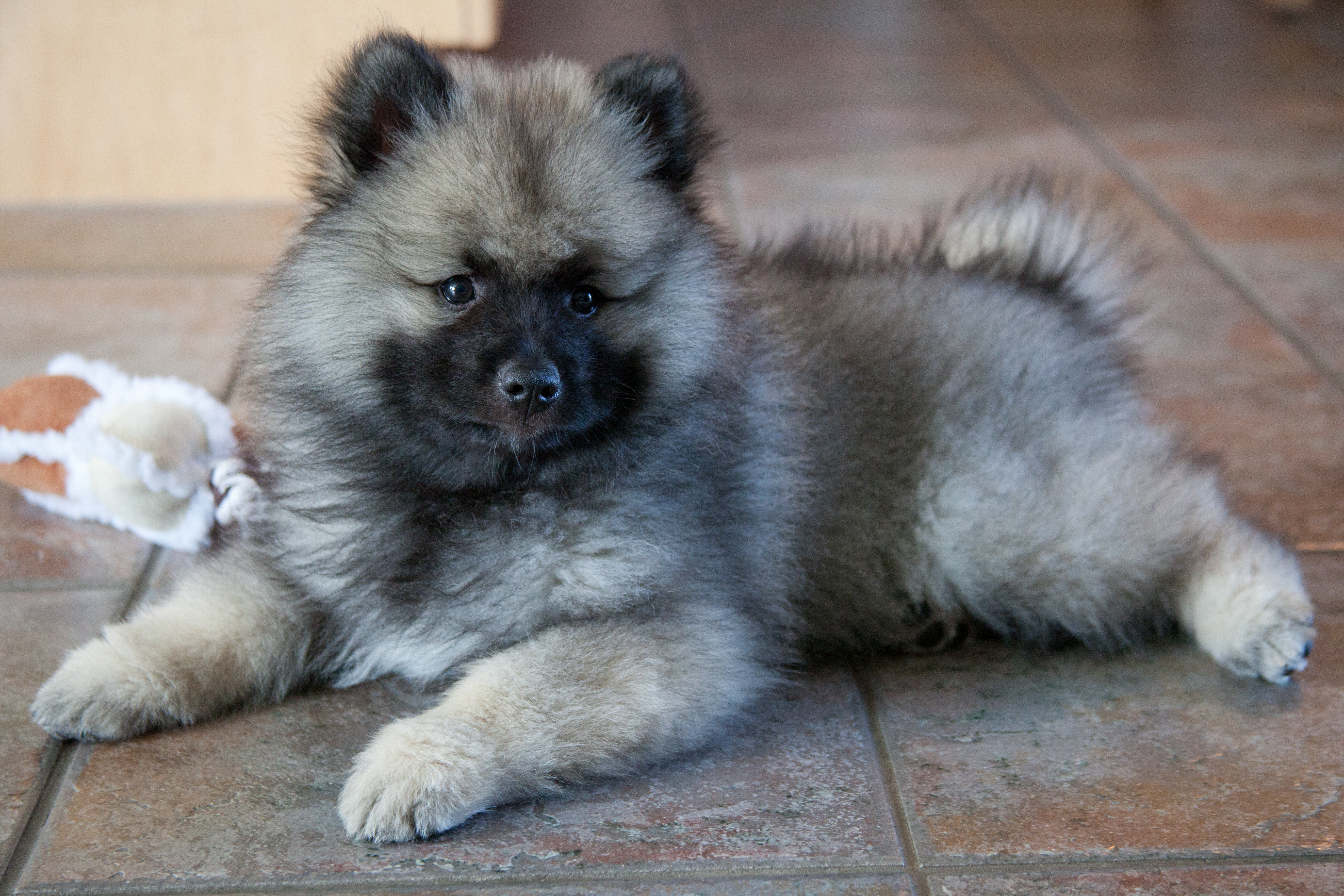
Un cachorro de Keeshond.

Si no se alimentan de una manera equilibrada y variada, los Keeshond pueden presentar calvas parciales. También es común que sufran de afecciones dérmicas y estas se manifiestan por rarezas o deficiencias en el pelo.[cita requerida] También tienden a desarrollar dermatitis, displasia de cadera, luxación de rótula, epilepsia, síndrome de Cushing, diabetes, hiperparatiroidismo primario, hipotiroidismo y enfermedades cardíacas. La enfermedad de von Willebrand también se conoce en el Keeshond, pero es muy rara.[cita requerida]
La esperanza de vida de un Keeshond aproximadamente de doce a catorce años de edad.[cita requerida]